# Катценельнбоген (графство)
Графство Катценельнбоген (нем. Grafschaft Katzenelnbogen) — имперское графство в составе Священной Римской империи, существовавшее с 1095 по 1479 годы в среднем течении Рейна. Владетельные графы Катценельнбогенские являлись ленниками непосредственно германского императора. Столицей графства являлся город Катценельнбоген. 
Экономика графства была завязана на виноделии. Именно с виноградником графов катценельнбогенских связано самое раннее упоминание в документах такого сорта винограда, как рислинг. В 1479 графство Катценельнбоген унаследовали ландграфы Гессен-Марбургские. В дальнейшем титул использовался великими герцогами Люксембургскими и королями Нидерландов.
Традиционно графство подразделялось на две области: так называемое «нижнее графство» (Untergrafschaft Katzenelnbogen) с «Рейнскими скалами» (Rheinfels) и «верхнее графство» (Obergrafschaft Katzenelnbogen) с центром в Дармштадте. В 1567 году в результате деления гессенских земель территория графства Катценельнбоген была окончательно разделена: «верхнее графство» стало частью Гессен-Дармштадта, а «нижнее графство» вошло в состав ландграфства Гессен-Рейнфельс.